# Андреевка (Раздольненский район)
Андре́евка (также Андреево, Ново-Андреевка; укр. Андріївка, крымскотат. Andreyevka, Андреевка) — исчезнувший посёлок в Раздольненском районе Республики Крым, располагавшийся на севере района в степном Крыму, примерно в полукилометре от восточной окраины современного села Огни.

## История
Впервые в доступных источниках поселение, как Ново-Андреевка, встречается на карте Крымского Статистического управления 1924 года. Согласно Списку населённых пунктов Крымской АССР по Всесоюзной переписи 17 декабря 1926 года, в селе Андреевка, Ак-Шеихского сельсовета Евпаторийского района, числилось 7 дворов, все крестьянские, население составляло 39 человек, из них 35 русских и 4 украинца. После создания в 1935 году Ак-Шеихского района (переименованного в 1944 году в Раздольненский) Андреевку включили в его состав.
С 25 июня 1946 года Андреевка в составе Крымской области РСФСР. 26 апреля 1954 года Крымская область была передана из состава РСФСР в состав УССР. Время включения в Славянский сельсовет пока не установлено: на 15 июня 1960 года село уже числилось в его составе. Посёлок Андреевка ликвидирован к 1 июля 1968 года (согласно справочнику «Крымская область. Административно-территориальное деление на 1 января 1968 года» — с 1954 по 1968 годы).